# Giulio Masetti

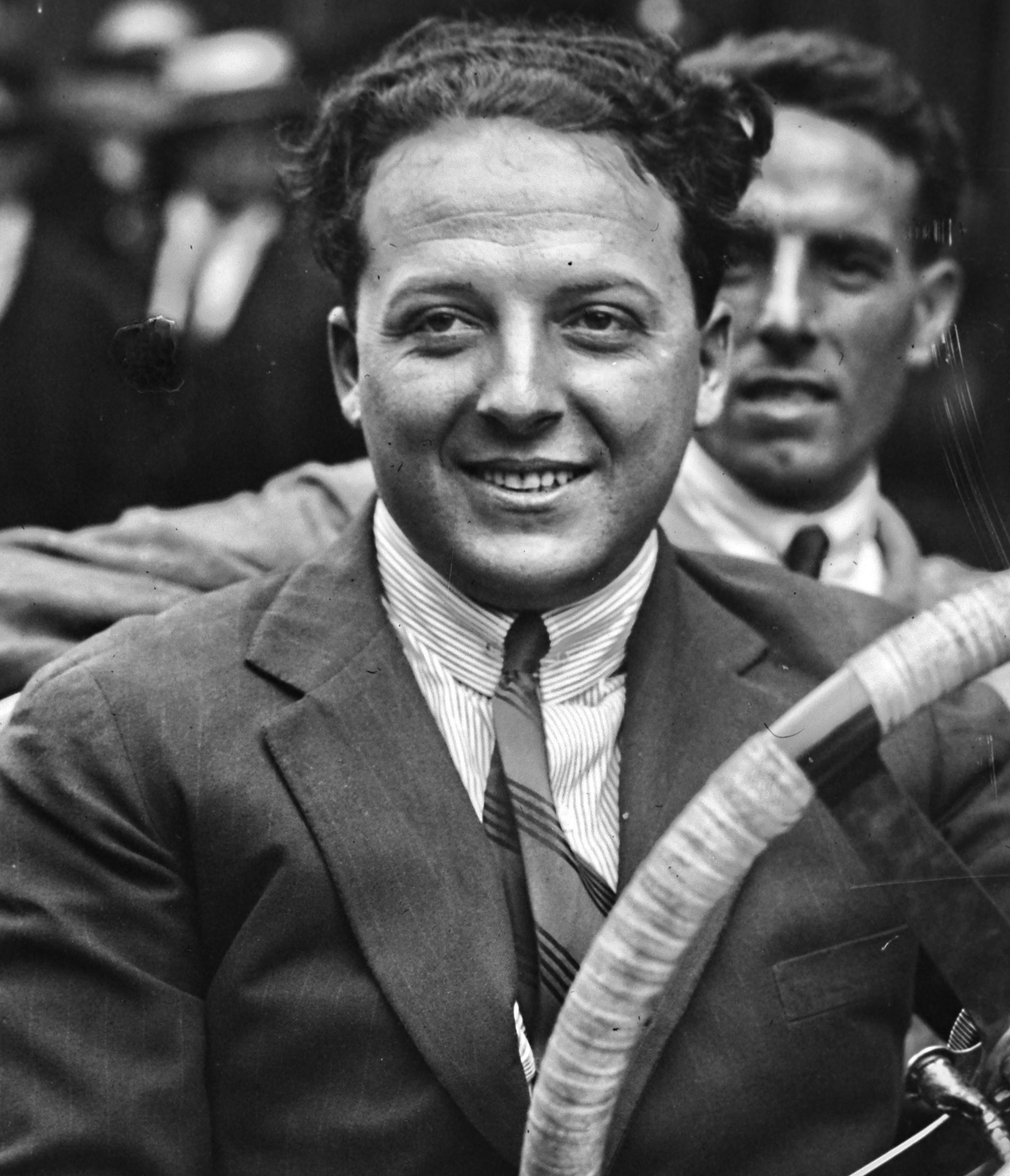
Giulio Masetti beim Großen Preis von Frankreich 1922

Conte Giulio Dainelli da Bagnano Masetti (* 22. Dezember 1894 in Vinci; † 25. April 1926 in Sclafani Bagni) war ein italienischer Adeliger und Automobilrennfahrer, der wegen seiner Dominanz bei der Targa Florio der frühen 1920er-Jahre als der „Löwe der Madonie“ bekannt war.
Masetti gehörte der Adelsfamilie da Bagnano Masetti an. Diese war im Castello di Uzzano nahe Greve in Chianti, das der Familie seit 1644 gehörte, beheimatet. Sein jüngerer Bruder Carlo Masetti war ebenfalls Rennfahrer.

## Karriere

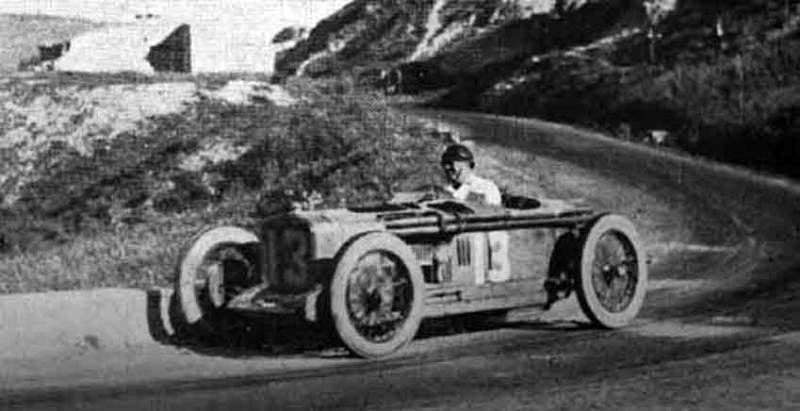
Masetti auf der Strecke während der Targa Florio 1926

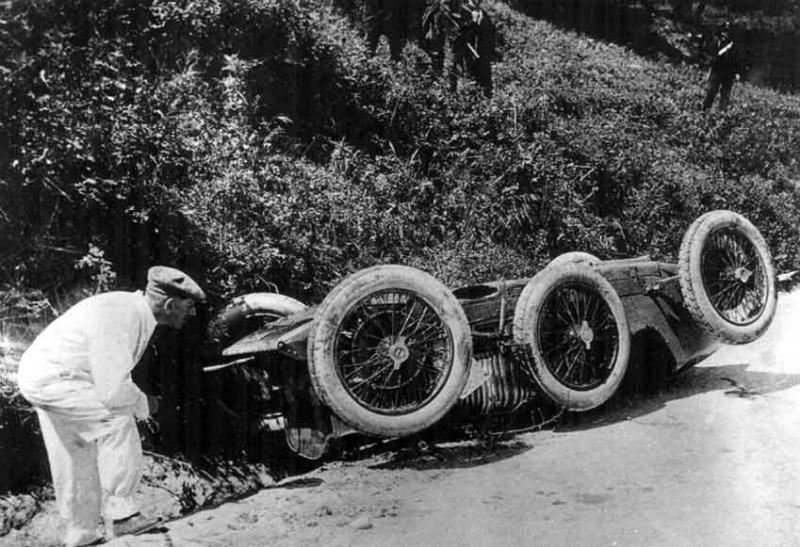
Das Wrack von Masettis Delage nach dem tödlichen Unfall

Giulio Masetti gehörte zu einer Generation junger Rennfahrer aus betuchtem Hause, die als Herrenfahrer über große finanzielle Ressourcen verfügten und den Sport eher als Hobby betrieben. Seine Karriere begann er im Alter von 24 Jahren bei der 10. Targa Florio, die auf dem 108 km langen Medio circuito delle Madonie auf Sizilien stattfand. Am Steuer eines Fiat belegte er nach vier Runden und 432 km mit etwa 50 Minuten Rückstand auf den Sieger André Boillot (Peugeot) Rang vier.
Später kaufte Masetti von Antonio Ascari einen der Fiat-S-57/14B-Grand-Prix-Wagen, die vom Werksteam der Turiner vor dem Ersten Weltkrieg eingesetzt wurden.
In der Saison 1920 gelangen Masetti drei zweite Ränge bei wichtigen Bergrennen in seiner italienischen Heimat. Beim Bergrennen Parma–Poggio di Berceto musste er sich nur Giuseppe Campari auf Alfa Romeo geschlagen geben. Im Rennen Susa–Moncenisio wurde er hinter Rémy Reville (Peugeot) Zweiter und bei der Coppa della Consuma war nur sein Freund Carlo Niccolini (Fiat) schneller.

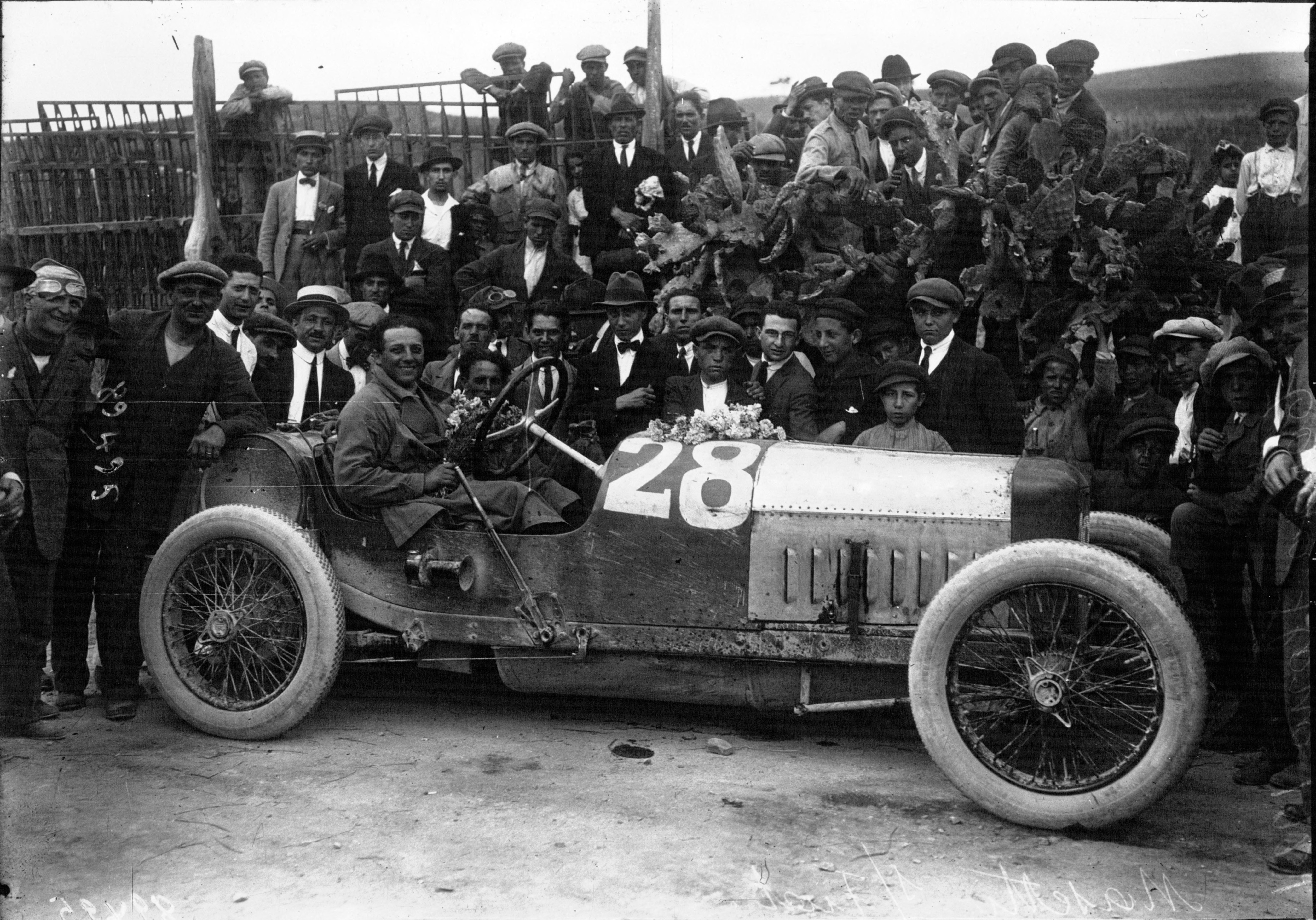
Masetti nach seinem Sieg bei der Targa Florio 1921

Bei der Targa Florio 1921 gelang Masetti auf seinem Fiat S 57/14B der erste seiner zwei Siege bei dem prestigeträchtigen Rennen auf Sizilien. Er bewältigte die 432 km in 7 Stunden, 25 Minuten und 5,4 Sekunden und siegte nach hartem Kampf mit dem Mercedes-Werksfahrer Max Sailer auf 28/95 PS mit etwas mehr als zwei Minuten Vorsprung vor dem Deutschen. Weiterhin gewann Masetti in der Saison 1921 auf Mercedes die erste Auflage des Gran Premio Gentlemen auf dem Circuito di Montichiari bei Brescia und wurde beim Bergrennen von Vermicino auf den Rocca di Papa, das als Criterium di Roma bekannt war, Zweiter hinter Eugenio Silvani (Packard Double Six).
Obwohl Giulio Masetti für die Grand-Prix-Saison 1922 einen Vertrag als Werksfahrer bei Mercedes unterschrieben hatte, meldete er für die Targa Florio 1922 privat einen Mercedes 115 PS Grand-Prix-Rennwagen. Der Wagen war baugleich mit den Werksfahrzeugen, die von Otto Salzer und Christian Friedrich Lautenschlager pilotiert wurden. Einziger Unterschied war die rote Lackierung von Masettis Fahrzeug. Direkt nach dem Start setzte er sich in Führung. Sein härtester Widersacher war der Franzose Jules Goux auf einem Ballot 2LS, mit dem er sich das gesamte Rennen über einen spektakulären Kampf lieferte. Masetti siegte nach vier Runden auf dem Medio circuito delle Madonie in einer Zeit von 6 Stunden, 50 Minuten und 50,2 Sekunden und stellte damit einen neuen Rennrekord auf, der über einer halbe Stunde unter dem bisherigen lag.
Kurz nach diesem Erfolg wechselte Giulio Masetti zu Alfa Romeo und gewann für den Mailänder Hersteller 1922 und 1923 jeweils die Coppa della Consuma. Außerdem errang er 1923 auf Alfa Romeo RL Targa Florio Rang zwei beim Circuito del Mugello auf dem Circuito stradale del Mugello in der Categoria Corsa. Im Ziel hatte er weniger als drei Minuten Rückstand auf den Gesamtsieger, seinen Freund Gastone Brilli-Peri auf Steyr VI Sport Typ Klausen.
Bei der Targa Florio 1923 belegte Masetti auf dem RL Rang vier, 1924 wurde er nach hartem Kampf mit Mercedes-Werksfahrer Christian Werner Zweiter.
Am Ende der Saison 1924 verließ Giulio Masetti Alfa Romeo und wechselte zur Saison 1925 zu Sunbeam-Talbot-Darracq. Mit dem 2-Liter-Sunbeam 135 HP gewann er 1925 das Klausenrennen und auf Talbot 70 wurde er hinter Teamkollege Henry Segrave auf der Brooklands-Bahn Zweiter beim Junior Car Club 200 mile race. Außerdem wurde er beim Grand Prix von Frankreich auf dem Autodrome de Linas-Montlhéry hinter dem Delage-Werksteam mit Benoist/Divo und Wagner/Torchy Dritter und setzte bei der Coppa Montenero die schnellste Rennrunde, schied aber später wie bei einigen weiteren Starts in dieser Saison aus.

### Tödlicher Unfall
1925 meldete Sunbeam-Talbot-Darracq nicht für die Targa Florio, die Masettis Lieblingsrennen war. Auch 1926 brachte man kein Werksteam auf Sizilien an den Start, sodass Giulio Masetti bei seinem Arbeitgeber die Erlaubnis erwirkte, für einen anderen Hersteller antreten zu dürfen. Am Sonntag, dem 25. April 1926 startete er in die 17. Targa Florio am Steuer eines privaten Delage Type 2 LCV. Dieses Rennen sollte sein letztes werden.
Sein komplett weiß lackierter Wagen war den Werkswagen von Peugeot (mit Louis Wagner und André Boillot), Bugatti (mit Jules Goux, Ferdinando Minoia und Bartolomeo Costantini) und Delage (mit René Thomas, Albert Divo und Robert Benoist) unterlegen.
Nach einem schlechten Start versuchte Masetti, Boden auf die Spitze gutzumachen. Etwa 27 km hinter Start und Ziel erreichte er mit Höchstgeschwindigkeit eine Brücke nahe der Kreuzung, an der die Strecke von Sclafani Bagni in Richtung Caltavuturo abbog. Im zweiten Teil der dortigen engen Doppelkurve verlor er die Kontrolle über seinen Wagen. Möglicherweise war er wegen einer Fehlfunktion an der Bremse zu schnell. Masettis Fahrzeug rutschte von der Piste, touchierte eine Mauer und überschlug sich. Dabei wurde er aus dem Cockpit geschleudert und unter der Motorhaube eingeklemmt. Erster an der Unfallstelle war Robert Benoist, der Masetti direkt folgte. Er stoppte seinen Wagen um Erste Hilfe zu leisten und schaffte es, den Fahrer aus dem Wrack zu befreien. Giulio Masetti war jedoch schon tot.
Giulio Masetti wurde 31 Jahre alt. Er hinterließ seine Frau Marchioness Giovanna de Piccolellis. Aufgrund des tragischen Unglücks zog Delage sein Team sofort zurück. Sieger des Rennens wurde Bartolomeo Costantini auf Bugatti T35.

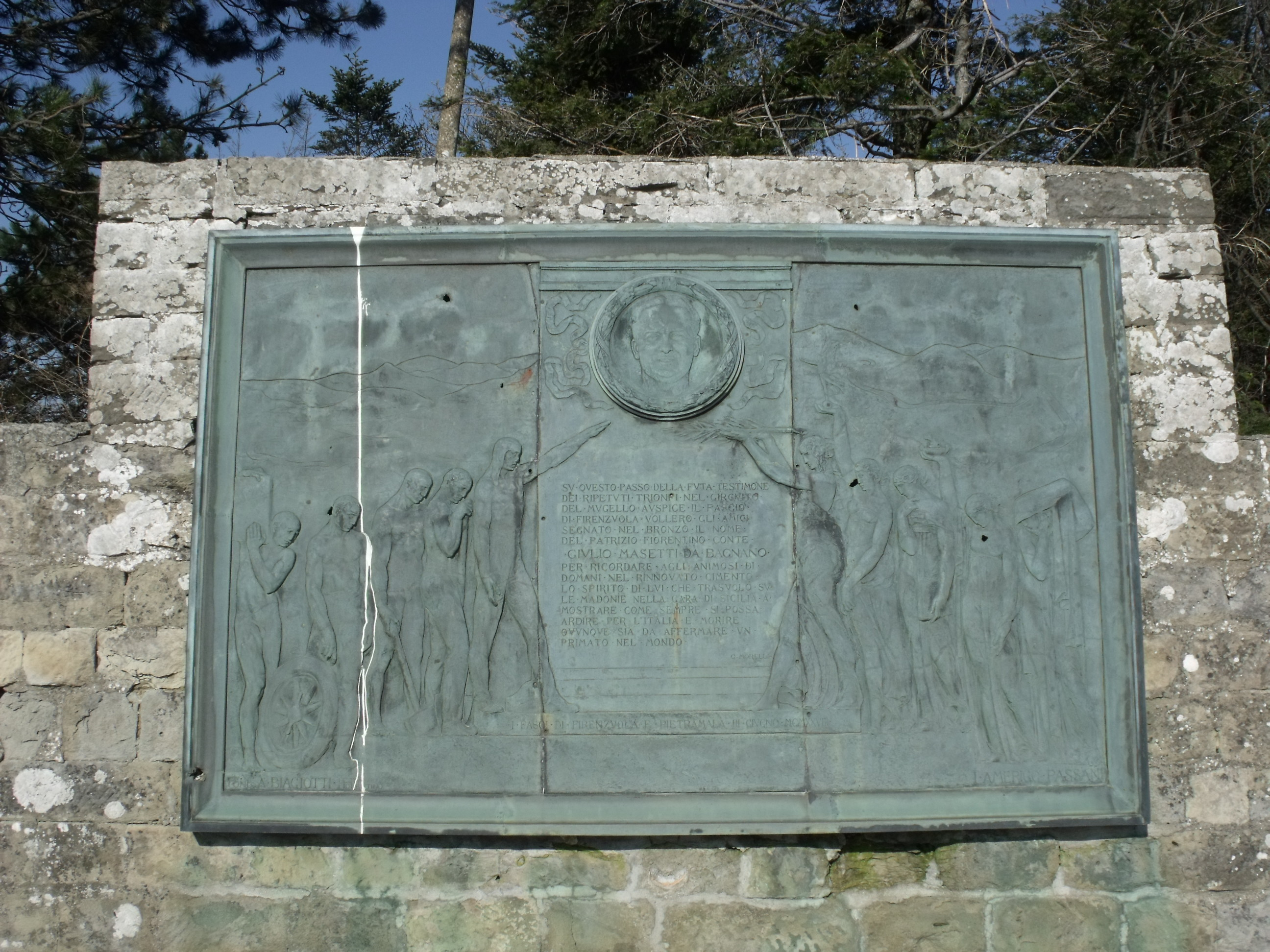
Monument auf dem Futapass

Im Jahr 1928 wurde auf dem Futapass, der zum Circuito stradale del Mugello sowie zur Strecke der Mille Miglia gehört, in Masettis toskanischer Heimat ein Denkmal errichtet. Auch an der Unglücksstelle erinnert ein Gedenkstein an den Rennfahrer. Die erste Auflage von Masettis Heimrennen, dem Circuito del Mugello, wurde 1928 als „Targa Masetti“ veranstaltet.